# CieaCOVA
La Comissió Interuniversitària d'Estandardització d'Acreditacions de Coneixements de Valencià (CIEACOVA) és la institució que coordina les proves interuniversitàries que acrediten coneixements de valencià certificats. Aquestes proves són equivalents a les de la Junta Qualificadora de Coneixements de Valencià (Ordre 7/2017, de 2 de març de 2017, de la Conselleria d'Educació, Investigació, Cultura i Esport, per la qual es regulen els certificats oficials administratius de coneixements de valencià de la Junta Qualificadora de Coneixements de Valencià, el personal examinador i l'homologació i la validació d'altres títols i certificats).